# Sybra szekessyi
Sybra szekessyi är en skalbaggsart som beskrevs av Stefan von Breuning 1954. Sybra szekessyi ingår i släktet Sybra och familjen långhorningar.
Artens utbredningsområde är Sulawesi. Inga underarter finns listade i Catalogue of Life.